# El Tambo (Colchagua)
El Tambo es una localidad chilena, perteneciente a las comunas de Palmilla y Santa Cruz, en la provincia de Colchagua. Sus orígenes se encuentran en el antiguo Fundo El Tambo.
El lugar es cercano al centro poblado de la comuna. En 1962 se logró la electrificación de la zona.
Según la Revista Chilena de Historia y Geografía, en "El Tambo de Colchagua estuvo la primera parroquia de Colchagua, por eso tuvo este nombre el territorio y corregimiento de Colchagua; la parroquia pasó después a otros lugares".